# Lancelot (bande dessinée)
Pour les articles homonymes, voir Lancelot (homonymie).
Lancelot est une série de bande dessinée fantastique publiée aux éditions Soleil. Elle est écrite par Jean-Luc Istin (1-2) puis Olivier Peru (2-4), dessinée par Alexe et mise en couleurs par Élodie Jacquemoire (1-2), Jacques Lamontagne (1-4) et Olivier Héban (3-4).
L’histoire est ici celle du célèbre chevalier, à ceci près qu'il s’agit d’une femme. 
Cette série comporte 4 tomes et a été traduite en plusieurs langues : français (éditions Soleil), allemand (éditions Splitter), néerlandais (éditions Daedalus), italien (éditions Cosmo).

## Albums
- Lancelot, Soleil, coll. « Soleil Celtic » :

1. Claudas des Terres désertes, 2008  (ISBN 978-2-302-00236-4)[1].
2. Iweret, 2010  (ISBN 978-2-302-01029-1).
3. Morgane, 2012  (ISBN 978-2-302-01869-3)[2].
4. Arthur, 2014  (ISBN 978-2-302-03734-2)[3].